# موتاري
موتاري (بالإنجليزية: Mutare)‏ هي مدينة تتبع إقليم مانيكالاند . بلغ عدد سكانها 188243 نسمة في 2012 .

## المناخ
يظهر الجدول التالي التغييرات المناخية على مدار السنة لموتاري:
| البيانات المناخية لـموتاري              | البيانات المناخية لـموتاري | البيانات المناخية لـموتاري | البيانات المناخية لـموتاري | البيانات المناخية لـموتاري | البيانات المناخية لـموتاري | البيانات المناخية لـموتاري | البيانات المناخية لـموتاري | البيانات المناخية لـموتاري | البيانات المناخية لـموتاري | البيانات المناخية لـموتاري | البيانات المناخية لـموتاري | البيانات المناخية لـموتاري | البيانات المناخية لـموتاري |
| الشهر                                   | يناير                      | فبراير                     | مارس                       | أبريل                      | مايو                       | يونيو                      | يوليو                      | أغسطس                      | سبتمبر                     | أكتوبر                     | نوفمبر                     | ديسمبر                     | المعدل السنوي              |
| --------------------------------------- | -------------------------- | -------------------------- | -------------------------- | -------------------------- | -------------------------- | -------------------------- | -------------------------- | -------------------------- | -------------------------- | -------------------------- | -------------------------- | -------------------------- | -------------------------- |
| متوسط درجة الحرارة الكبرى °م (°ف)       | 27.6 (81.7)                | 26.8 (80.2)                | 26.3 (79.3)                | 25.2 (77.4)                | 23.7 (74.7)                | 21.4 (70.5)                | 21.2 (70.2)                | 23.2 (73.8)                | 26.1 (79.0)                | 27.0 (80.6)                | 27.5 (81.5)                | 27.1 (80.8)                | 25.3 (77.5)                |
| متوسط درجة الحرارة الصغرى °م (°ف)       | 17.5 (63.5)                | 16.3 (61.3)                | 15.6 (60.1)                | 13.9 (57.0)                | 10.6 (51.1)                | 8.0 (46.4)                 | 7.6 (45.7)                 | 9.3 (48.7)                 | 12.2 (54.0)                | 14.6 (58.3)                | 16.1 (61.0)                | 16.9 (62.4)                | 13.2 (55.8)                |
| معدل هطول الأمطار مم (إنش)              | 153.5 (6.04)               | 164.5 (6.48)               | 88.4 (3.48)                | 31.8 (1.25)                | 12.4 (0.49)                | 8.9 (0.35)                 | 5.8 (0.23)                 | 6.0 (0.24)                 | 20.2 (0.80)                | 45.9 (1.81)                | 86.4 (3.40)                | 167.0 (6.57)               | 790.8 (31.13)              |
| متوسط الأيام الممطرة                    | 13                         | 11                         | 10                         | 4                          | 3                          | 2                          | 2                          | 2                          | 2                          | 5                          | 8                          | 12                         | 74                         |
| المصدر: المنظمة العالمية للأرصاد الجوية |                            |                            |                            |                            |                            |                            |                            |                            |                            |                            |                            |                            |                            |

## مدن توأم
المدن التوأم:
هارلم

## أعلام
- دوغلاس روجرز
- ليز تشيس
- أونيسمور بهاسيرا
- غراهام لورد
- كريستوفر كوكس